# Agave bahamana
Agave bahamana är en sparrisväxtart som beskrevs av William Trelease. Agave bahamana ingår i släktet Agave och familjen sparrisväxter.
Artens utbredningsområde är Bahamas. Inga underarter finns listade i Catalogue of Life.